# Ling Wan Ting
Ling Wan Ting (chinesisch 凌婉婷; * 24. November 1980) ist eine Badmintonspielerin aus Hongkong.

## Karriere
Ling Wan Ting nahm 2000 und 2004 an Olympia teil. Bei allen ihren drei Starts wurde sie dabei 17. 1999 hatte sie bereits zwei Titel bei den Mexico International gewonnen. Bei den Asienmeisterschaften 2001 und 2003 wurde sie Dritte.

## Sportliche Erfolge
| Saison | Veranstaltung           | Disziplin   | Platz | Name                                 |
| ------ | ----------------------- | ----------- | ----- | ------------------------------------ |
| 1998   | Hong Kong Open          | Dameneinzel | 3     | Ling Wan Ting                        |
| 1999   | German Juniors          | Dameneinzel | 1     | Ling Wan Ting                        |
| 1999   | Mexico International    | Damendoppel | 1     | Louisa Koon Wai Chee / Ling Wan Ting |
| 1999   | Mexico International    | Dameneinzel | 1     | Ling Wan Ting                        |
| 1999   | Hong Kong Open          | Dameneinzel | 2     | Ling Wan Ting                        |
| 1999   | Polish Open             | Dameneinzel | 2     | Ling Wan Ting                        |
| 2000   | Olympia                 | Damendoppel | 17    | Koon Wai Chee / Ling Wan Ting        |
| 2000   | Olympia                 | Dameneinzel | 17    | Ling Wan Ting                        |
| 2001   | Asienmeisterschaft      | Dameneinzel | 3     | Ling Wan Ting                        |
| 2001   | Hong Kong Open          | Mixed       | 5     | Yau Kwun Yuen / Ling Wan Ting        |
| 2001   | Hong Kong Open          | Damendoppel | 5     | Koon Wai Chee / Ling Wan Ting        |
| 2003   | Asienmeisterschaft      | Dameneinzel | 3     | Ling Wan Ting                        |
| 2004   | Mauritius International | Dameneinzel | 1     | Ling Wan Ting                        |
| 2004   | Olympia                 | Dameneinzel | 17    | Ling Wan Ting                        |